# レイテ (空母)
レイテ (USS Leyte, CV/CVA/CVS-32, AVT-10) は、アメリカ海軍のエセックス級航空母艦。艦名は太平洋戦争でのレイテ沖海戦に因む。その名を持つ艦としては3隻目だが、先代の2隻はレイテ島に由来している。

## 艦歴

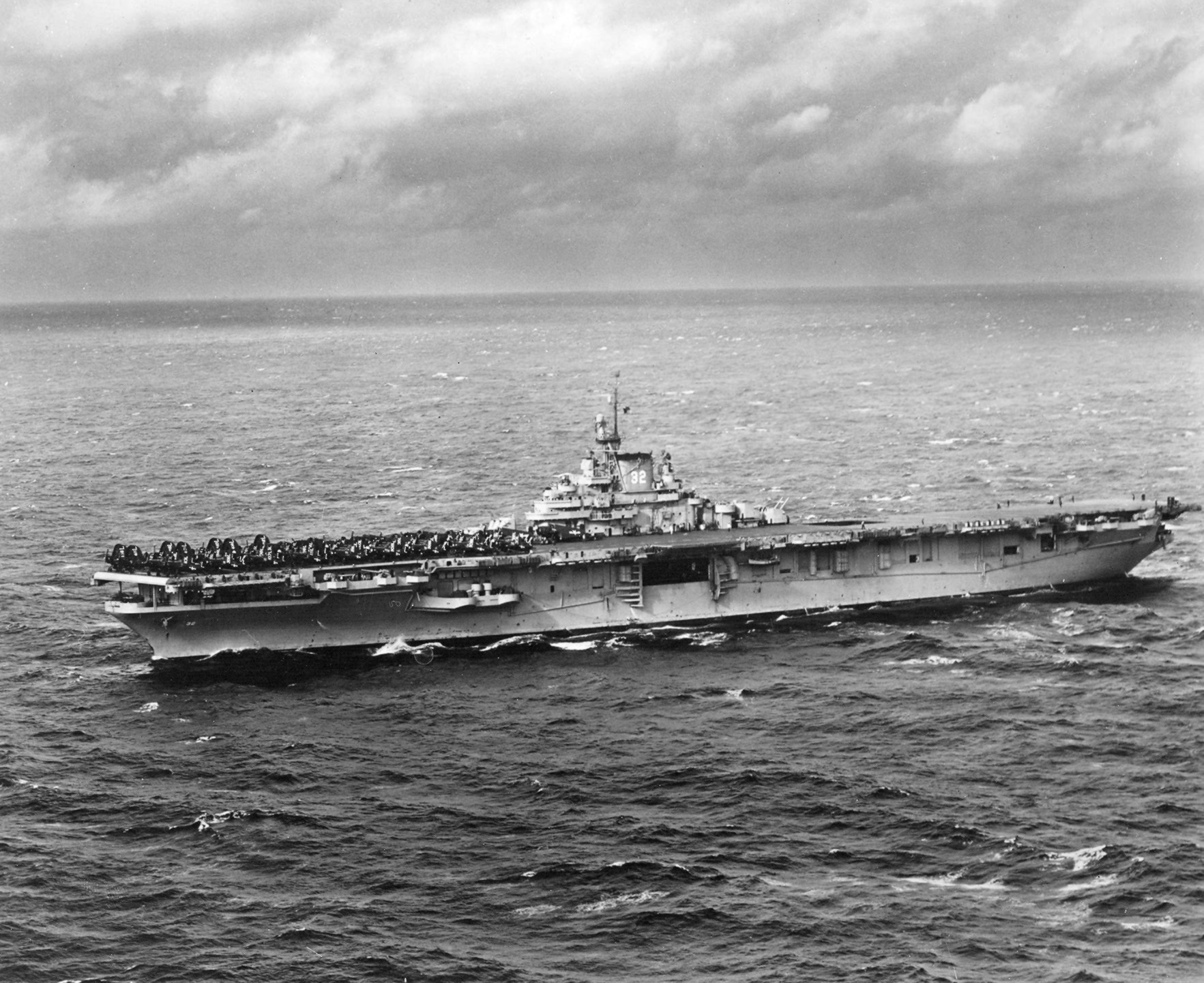
1948年12月20日撮影

「レイテ」はバージニア州ニューポート・ニューズのニューポート・ニューズ造船所で、「クラウン・ポイント (USS Crown Point) 」の艦名で1944年2月21日起工される。1945年5月8日に「レイテ」と改名され、1945年8月23日にジェームズ・M・ミード夫人によって命名・進水し1946年4月11日にヘンリー・F・マコムジー艦長の指揮下で就役した。
「レイテ」はニューポート・ニューズ造船所で建造されたエセックス級のうち最後に完成した艦となった。
「レイテ」は1946年の秋に戦艦「ウィスコンシン (USS Wisconsin, BB-64) 」と合流し、南アメリカの西部海岸地帯を巡航した後11月18日からカリブ海で整調航海を行う。続く3年にわたって「レイテ」は大西洋及びカリブ海での艦隊演習、海軍予備役兵の訓練、4度の地中海での作戦行動（1947年4月 - 6月、7月 - 11月、1949年9月 - 1950年1月、5月 - 8月）を行った。後者には8月13日のレバノン、ベイルートへの航空示威行動が含まれた。ジェット戦闘機の運用等に対応するSCB-27改装の対象に選ばれていたが、1950年6月25日に朝鮮戦争が始まったため、急遽現役続行となった。代わりに予備役中の「レイク・シャンプレイン (USS Lake Champlain, CV-39) 」が改装された。
「レイテ」は1950年8月24日にノーフォークに帰還し、二週間の準備の後朝鮮半島で国連軍を支援するため9月6日に極東へ向けて出航、第77機動部隊に合流する。

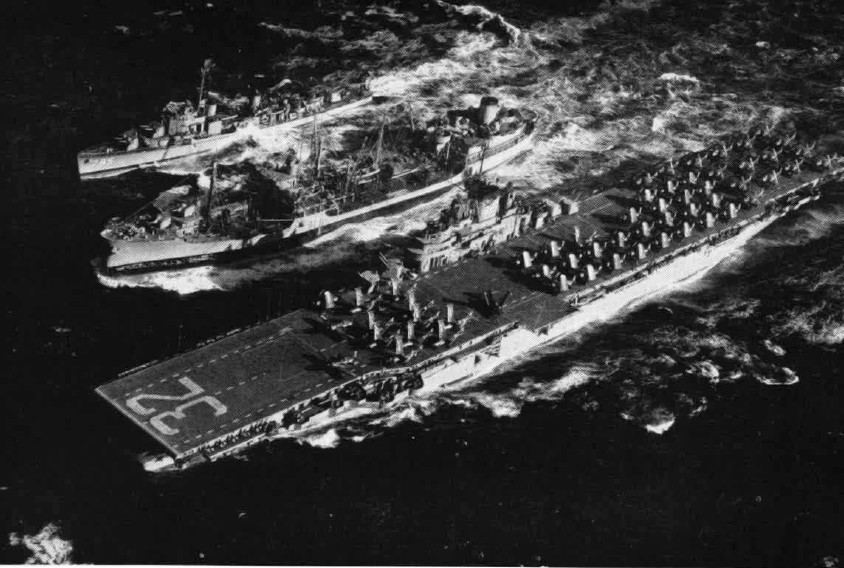
朝鮮戦争で作戦行動中(1950～51年の間に撮影)

「レイテ」は1950年10月8日に佐世保に到着し、戦闘の最終準備を行なった。1950年10月9日から1951年1月19日まで艦載機と共に海上で92日間を過ごし、北朝鮮軍に対する3,933回の出撃を行った。艦載機のパイロットは11,000時間に及ぶ飛行時間を費やし、敵基地、供給および輸送路、通信施設への打撃を与えた。2月25日、オーバーホールのためノーフォークへ帰還した。
カリブ海での訓練演習が8月21日に終了した後、「レイテ」は9月3日に5度目の配備が命ぜられ、第6艦隊に合流するため出港した。12月21日にはノーフォークに帰還、ハンプトン・ローズに向かい、1952年8月29日に再び地中海に向かう。1952年10月1日に CVA-32 と艦種変更され、モスボール処理のため1953年2月16日にボストンに向かう。しかしながら8月8日に再就役し、同日 CVS-32 へ再度艦種変更され、対潜水艦作戦支援空母として転換作業が始められた。
転換作業中の1953年10月16日15時15分にカタパルト機械室で爆発事故が発生する。数分の内に基地及び市内の消防車が到着し、激しい消火作業の後19時57分に鎮火する。この火災で37名が死亡し28名が負傷した。
転換作業は1954年1月4日に完了する。「レイテ」は第18空母部隊の旗艦としてロードアイランド州クォンセット・ポイントに向けてボストンを出港した。以降5年間にわたって同所から東部海岸沿いおよびカリブ海での対潜水艦戦略作戦を指揮した。
「レイテ」はクォンセット・ポイントを1959年1月に出発し、ニューヨーク海軍造船所で不活性化のためのオーバーホールを受ける。エセックス級のうちSCB-27やSCB-125といった近代化改装を受けず、強襲揚陸艦や練習空母といった役割も持たない艦は1960年までに次々と退役していった。
「レイテ」はAVT-10に艦種変更され、1959年5月15日に退役、フィラデルフィアで予備役艦隊に加わった。その後1969年6月1日に除籍、1970年にスクラップとして売却されるまで同所に係留保管された。
「レイテ」は朝鮮戦争での戦功により海軍部隊章および2つの従軍星章を受章した。